# 天神山村
天神山村（てんじんやまむら）は、千葉県君津郡（天羽郡）にかつて存在した村である。現在の富津市の南部に位置している。
富津市立天神山小学校などにその名をとどめる。

## 沿革
- 1889年（明治22年）4月1日 - 町村制施行により、横山村、相川村、梨沢村、一川村が合併し、天羽郡天神山村が発足。
- 1897年（明治30年）4月1日 - 天羽郡が統合されて君津郡となる。
- 1955年（昭和30年）3月31日 - 湊町、金谷村、竹岡村と合併して天羽町を新設。同日天神山村廃止。
- 1971年（昭和46年）
  - 4月25日 - 天羽町が富津町、大佐和町と合併し、改めて富津町を新設。
  - 9月1日 - 富津町が市制施行し、富津市となる。
- 1990年（平成2年）4月 - 富津市天神山コミュニティセンターが完成。

## 交通

### 鉄道
- 国鉄（現JR東日本）
  - 房総西線：村域内を通過しているが、駅は存在しなかった。

### 道路
- 房総街道（現国道127号）